# Okręty desantowe typu Fearless
Okręty desantowe typu Fearless – typ dwóch brytyjskich okrętów desantowych-doków (LPD, ang. Landing Platform Dock) zbudowanych w latach 60. XX wieku. Był to pierwszy typ okrętów tej klasy wykorzystywany przez Royal Navy.
Okręty były przeznaczone do transportu żołnierzy Royal Marines, którzy przy użyciu mniejszych jednostek desantowych oraz śmigłowców, znajdujących się na wyposażeniu okrętów-doków, mogli dokonać desantu. Jednostki były przystosowane do transportu 400 żołnierzy, 15 czołgów oraz 27 lżejszych pojazdów (w przypadku braku pojazdów na pokładzie mogło się zmieścić 700 żołnierzy). Na wyposażeniu okrętów znajdowały się cztery łodzie desantowe klasy LCU, zacumowane wewnątrz doku oraz cztery klasy LCVP, zamocowane na żurawikach na obu burtach okrętu. Na okrętach znajdowało się dodatkowo pięć lądowisk dla śmigłowców Westland Wessex lub Westland Sea King.
W 1976 roku z powodu cięć w budżecie zbrojeniowym obie jednostki zostały wycofane z aktywnej służby – HMS "Fearless" trafił do służby szkoleniowej, natomiast HMS "Intrepid" został przesunięty do rezerwy. W 1979 roku okręty powróciły do służby, po czym dwa lata później HMS "Intrepid" ponownie został z niej wycofany, by w 1982 roku do niej wrócić i wraz z HMS "Fearless" wziąć udział w wojnie falklandzkiej. Oba, przestarzałe już okręty zostały wycofane ze służby w latach 1999 ("Intrepid") i 2002 ("Fearless"). Następcami jednostek typu Fearless zostały okręty desantowe typu Albion, które włączono do służby w latach 2003–2004.

## Okręty
- "Fearless" (L10)
- "Intrepid" (L11)